# Лодзь-Стоки
Лодзь-Стоки (пол. Łódź Stoki) — остановочный пункт в городе Лодзь (Польша), расположенный в дзельнице Видзев микрорайона Стоки. Имеет 1 платформу и 1 путь.
Платформа Лодзь-Стоки на железнодорожной линии Лодзь-Видзев — Кутно существовала в 1973—1988 годах. В 2014 году остановочный пункт был восстановлен для поездов городской железной дороги лодзинской агломерации («Лодзинская агломерационная железная дорога»), на новом месте, на расстоянии 152 м от старой платформы, вблизи Клиническо-дидактического центра Лодзинского медицинского университета и кампуса Лодзинского университета.